# Gunung Menang
Gunung Menang is een bestuurslaag in het regentschap Muara Enim van de provincie Zuid-Sumatra, Indonesië. Gunung Menang telt 2796 inwoners (volkstelling 2010).